# 為何我的世界被遺忘了？
《為何我的世界被遺忘了？》是日本小說家細音啟所創作的輕小說。插畫家neco負責本作插畫。日本地區由KADOKAWA旗下的MF文庫J出版。
本作有以RPGatsumaru製作的遊戲，於2018年10月公開。小說第六卷發售時銷量突破23萬本。2024年7月至9月播放電視動畫。

## 故事簡介
在五大種族爭奪大陸霸權、最後由人類的英雄希德率領人類獲得最終勝利的100年後，隸屬人類庇護廳的少年凱伊，卻在某日目睹了世界被「覆寫」的瞬間，歷史變成了英雄希德消失、人類戰敗後的世界。
在這被「覆寫」的世界（別史）中，凱伊遇見了在「覆寫」前的世界（正史）的同僚，卻發現沒人記得自己。
而在凱伊與應該在別史中，不存在的「墳墓」中被囚禁的少女鈴娜相遇後，為了奪回被「覆寫」的世界，在這個沒有英雄的世界裡，繼承了英雄之劍與武技的少年，將向已君臨大地的強大種族們挑戰。

## 登場人物

### 主要角色
凱伊·沙克拉·班特（聲：千葉翔也）
本作的主角。隸屬人類庇護廳的少年士兵。
年幼時曾經歷過跌入「墳墓」深處，遭遇惡魔族的經驗，因此為了其他種族可能會逃脫的那一天而努力鍛鍊。
目睹了世界被「覆寫」的瞬間，為了奪回原來的世界而努力奔走著。
鈴娜（聲：市之瀨加那）
出現在別史中應該不存在的「墳墓」深處中被囚禁的少女，與凱伊同樣有正史世界的記憶。
身上有著多個種族的特徵。耳朵長度介於精靈與人類之間，背後有著兼具天使、惡魔與幻獸特徵的翅膀，金色的長髮就像是聖靈族一樣隱隱發光，有著如同幻獸族的力氣，還能使用各種族的法術。因為自身的特異性，被各種族排斥，所以非常孤獨。對救助過自己，且對自己毫無成見的凱伊有著明顯的好感。
真實身分是世上唯一能免疫「世界輪迴」的種族—世界種，被先知希德認為是五族共存的可能性象徵。
貞德·E·艾尼斯（聲：白石晴香）
在正史是凱伊的青梅竹馬，即將轉任王都成為精英軍人的少女。與凱伊的關係十分良好。
別史中作為反抗軍領導者的父親負傷引退，所以年紀輕輕就成為烏爾札反抗軍的指揮官。為了領導方便，對外女扮男裝，偽裝自己是男性，只有極少人才知道她的真實性別。
擁有兩件從惡魔族手中奪得的蠻神族法器，一件是有著頂級法術抗性的精靈靈裝—「靈光戰衣」，另一件是能射出法力之箭的天使之弓—「月之弩」。她運用這兩項法器獲得能戰勝強敵的力量，但代價是每次使用都必須消耗自己的生命力。反抗軍的成員都知道她的付出，因此對她抱有敬意，尊稱為「靈光騎士」。

### 人類
阿修蘭·海羅爾（聲：山下誠一郎）
在正史世界是凱伊的同僚，身材高挑的18歲青年。
於別史世界則是烏爾札人類反旗軍的傭兵。
在細音啟的另一部作品《神明渴求著遊戲。》有出現。
莎琪·米斯柯提（聲：鈴代紗弓）
在正史世界是凱伊的同僚，有著橘色頭髮的少女。
於別史世界則是烏爾札人類反旗軍的傭兵。
在細音啟的另一部作品《神明渴求著遊戲。》有出現。
花琳·里納·由比奇塔斯（聲：Lynn）
貞德的護衛。
身手高超的烏爾札聯邦最強戰士，擁有以龍牙製成的武器，外號「龍戰士」。
但丁·蓋布·阿利吉耶里（聲：福島潤）
伊歐人類反旗軍的指揮官。
具有伊歐聯邦王室的血統，因此不以指揮官自稱，而是自稱皇帝。
傑夫本（聲：內田直哉）
巴爾蒙克（Balmung，聲：安元洋貴）
悠倫人類反旗軍的指揮官。有著「獅子王」的別名。
是名留著讓人聯想到獅子的金髮與鬍鬚的魁梧壯漢。
特蕾莎·希德·菲克（Theresia Sid Fake）
別史世界裡擁有希德之名的人之一，有著人類兵器的別名，受預言神命運龍所指引。
擁有一般人類沒有的法力，能使用不下於惡魔族強大法術的奇蹟少女。
阿凱因·希德·柯拉特拉爾（Archine Sid Collateral）
別史世界裡擁有希德之名的人之一，有著傭兵王的別名，受預言神光帝所指引。
人類至上主義者，揚言要消滅所有人類以外的四族，建立只有人類的世界。
先知希德（Sid，聲：堀內賢雄）
在正史世界的100年前，率領人類擊敗其他四種族、終結五種族大戰的英雄。
在凱伊所熟知的歷史中有著使用「會發光的劍」戰鬥的傳聞，但因為沒有留下任何戰鬥紀錄而讓其存在被質疑。
大戰後似乎發現了「世界輪迴」的秘密，將自己找到的線索分別轉告給墓地內的四英雄。

### 惡魔族
「冥帝」凡妮莎（Vanessa，聲：日笠陽子）
惡魔族的英雄，外表美艷的女性夢魔。
外表看起來就像美麗的人類女性，但實際上是個十足的武鬥派。擅長使用強大的法術，憑藉一己之力，擺平所有不順從自己的魔族與魔獸，成為惡魔族的首領。但對自己的美貌也很有自信，喜歡藉此俘獲人類。據說事前不知道她是夢魔的人，在見到她的瞬間幾乎全都喪失戰意。
在正史中，從希德口中聽說了能竄改世界的「世界輪迴」現象，並替他保管了世界座標之鑰。被凱伊與鈴娜擊敗後，回想起正史的記憶，在消失前將希德留下的訊息全部告知，並警告他們引發「世界輪迴」的幕後黑手是其他種族的英雄。
實際上準備了轉生的秘術以備不時之需。在人類聯軍討伐幻獸族時現身，與六元靈光聯手對戰拉蘇耶。
海茵瑪莉露（Hinemarill，聲：富田美憂）
凡妮莎的直屬部下，惡魔族的第二把交椅。外號「夢魔姬」，實力堪比四英雄的英雄級夢魔。
外貌看起來像是15歲左右的少女，有著淡藍色的頭髮與金黃色的眼睛。身形苗條卻凹凸有致，不愧夢魔之名。
在凡妮莎消失的期間，作為代理人成為惡魔族的代表之一，出於好奇而找上凱伊，對他表示惡魔族可以放任人類拿回王都，但一旦有更進一步的動作，就將徹底消滅烏爾札反抗軍，至於對他們對付其他三族的行為則不會干涉。後來在人類聯軍討伐幻獸族時受令協助他們，與凱伊等人一起行動。

### 蠻神族
「主天」艾弗雷亞（聲：前野智昭）
蠻神族的英雄。在自己身上施放了多重的結界，具有強大的庇護。有著「不沉天使」的別名。
原本是個沉穩溫柔，平等對待所有蠻神族同胞的偉大領袖，卻在某一日突然性情大變，變成以天使為尊的暴君，要求精靈、妖精與矮人俯首稱臣。
實際上是遭切除器官附身控制，致使他思想激進化。在與凱伊等人的對戰中，因為聽到希德的名號而一度回想起正史的記憶，遭到切除器官無座標化，被覆寫成墮天使，完全失去控制。後在凱伊等人的奮戰下被擊敗，恢復了神智，但最終因為無座標化而消失。消失前向凱伊等人告知，希德曾對他表明這世界有某物「理應曾經存在」，而切除器官與世界輪迴息息相關，元兇就是將其招來之人。
實際上被傳送至無座標界，因無座標化而化為石像。在凱伊與六元鏡光等人，探索墳墓時被發現，由六元鏡光帶出。由於處於石化狀態，反而逃過大始祖的封印。後被凱伊解放，於解放四種族（破壞墳墓）行動中，扮演至關重要的戰力，並且對墳墓運作模式有著過人的分析。
蕾蓮·蕾露·蕾雀莉葉（Reiren，聲：菱川花菜）
藍色長髮的精靈巫女，千年級。
由於艾弗雷亞突然改變態度，意圖令精靈、妖精、矮人臣服於天使之下，為救出被囚禁的精靈大長老而與凱伊等人合作。
事後為了找出改變艾弗雷亞心智的幕後黑手，而作為蠻神族的代表與凱伊一行一起行動。
身上穿的七件式和服就是她持有的靈裝「七姬守護陣」，能化為防護罩抵禦攻擊。
大長老
精靈族的代表，本名不詳。實力與艾弗雷亞接近的英雄級。
為阻止行事極端化的艾弗雷亞，與妖精和矮人的代表前往天使宮殿，反遭囚禁。
裘比芮（聲：茅野愛衣）
表面上為伊歐人類反旗軍的指揮官助理，有著淡綠色頭髮的美麗女幹部。
實為蠻神族的精靈族密探。利用但丁對貞德的忌妒心理，慫恿他私自出兵，踏入蠻神族的陷阱中。
希露可（聲：佳原萌枝）
薇潔絲（聲：藤井幸代）
兩對翅膀的天使女性，有著一頭亞麻色的頭髮與灰色的眼睛。外號「戰天使」的精銳。
雖忠誠於艾弗雷亞，但無法認同他以天使為尊的激進思想。表面上假意順從，暗中等待解救被囚三族的時機。
拉法葉（聲：山本格）
身材魁武的天使男性，艾弗雷亞的心腹。
與薇潔絲一樣無法認同艾弗雷亞的激進思想，刻意在對上鈴娜時放水。

### 聖靈族
「靈元首」六元鏡光（Rikugen Kyoko，聲：金元壽子）
聖靈族的英雄。本體是海藍色、足有一棟大樓高的史萊姆，能自由變形，不知為何時常變化成人類少女的外型。
在正史世界中沒有展現出會說人話的紀錄，而在別史世界裡則展現出高度的知性與語言能力。
除了凱伊與鈴娜外，少數還保留正史世界記憶的存在。為了理解希德留下的訊息，特意學習人類的語言。後來與拉蘇耶發生衝突，意外發現其與切除器官有關，從而判斷幻獸族的危脅極大，為了與之對抗，向人類反旗軍提出合作。
非常中意巴尔蒙克，结局时将其拐走并私奔。

### 幻獸族
「牙皇」拉蘇耶（聲：小林優）
幻獸族的英雄。有著紅色毛髮的獸人，紅獅子中力量特別強大的突然異變體，身形如少女般嬌小，卻力大無窮。

### 機鋼族
聚合生命體「瑪查-B」
機鋼族的英雄。

### 大始祖(預言神)
「光帝」伊弗
能力為<威光>，使其種族無法抵抗。
「命運龍」米斯卡爾西洛
能力為<封印>，墓地的創建者。
「祈子」阿絲拉索拉卡（聲：川澄綾子）
能力為<改寫>，座標之鑰的賦予者，在正史中指引先知希德的存在。
真實身分是世界種的一員，鈴娜所剩無幾的同胞。為了避免自己墮落成切除器官，將自己化為石像。

### 其他
切除器官（聲：夏吉優子（A）、貫井柚佳（B）、芳野由奈（C））
在凱伊於「墳墓」救出鈴娜的同時出現的異形生物。似乎與「世界輪迴」現象有很深的關係，之後多次在凱伊尋找真相時現身，意圖清除所有知道「世界輪迴」的人事物。
真實身份是變異後的世界種，因為五大族之間的爭鬥，導致他們體內的五族因子也彼此衝突，因而使身體扭曲變形成怪物。

## 名詞
五種族大戰
指大陸上的五個種族：惡魔族、蠻神族、聖靈族、幻獸族、人類之間彼此爭戰的時代的統稱。
在正史中是先知希德率領人類擊敗了其他四個種族而迎來了和平，別史裡則是持續著戰爭狀態。
惡魔族
以行使強大法術聞名的種族。外貌差異巨大，有如同怪物的魔族與魔獸，也有如夢魔這類接近人類外貌的存在。
蠻神族
由天使、精靈、矮人與妖精等亞人類聯合組成的種族。
與惡魔族一樣具有法力，但因為無法自行釋放而無法使用法術，為此他們製作出作為媒介的靈裝與法具，以發揮他們的法力。
聖靈族
由史萊姆、幽靈、發光體等體質奇異的生物所組成的種族。五族中唯一不會說話，所以無法溝通，被其他種族認為是不具智慧、僅憑本能活動的原始生物。
肉體如同霧、光或黏液，除了作為核心的法力器官，幾乎能免疫任何物理攻擊。
幻獸族
由龍種、巨獸等巨大幻獸組成的種族，個體數量較少，但各個都有著超過尋常動物的強大肉體能力。與一般動物的不同是，他們身上的血管是退化的法力器官—法力血界系，會在皮膚下發出黯淡的光芒。
鋼機種
在「世界輪迴」的扭曲下，在別史之中誕生的第六種族。身體由鋼鐵與光纖構成。
墳墓
正史中於五種族大戰中獲勝的人類將其他四個種族封印起來的場所。
外形看起來很像是個黑色的金字塔，正史世界裡會有人類庇護廳的士兵定期巡邏檢視。
人類庇護廳
只存在於正史。
是人類在五種族大戰勝利後，為了某日四種族可能破壞封印逃出的那天，而預定準備好再度開戰的對應組織。還負責開發針對各族弱點的武器、各國之間的道路修繕等等。
在人類各國的每位國民都需要進入人類庇護廳服兩年的義務兵役。
人類反旗軍
只存在於別史。
人類諸國殘存的人們所組織起來反抗四種族支配的游擊部隊。由於四種族的占領疆域的緣故，各國的反旗軍並沒有直接的橫向聯繫而是各自為戰。
世界座標之鑰
傳說中由先知希德所持的「發光之劍」，大戰後下落不明。
凱伊在年幼時曾於「墳墓」的深處中有看過，至別史的墳墓中獲得。

## 出版書籍

### 輕小說
| 集數 | KADOKAWA | KADOKAWA       | KADOKAWA               | 台灣角川   | 台灣角川       | 台灣角川               |
| 集數 | 副標題   | 發售日期       | ISBN                   | 中文副標題 | 發售日期       | ISBN                   |
| ---- | -------- | -------------- | ---------------------- | ---------- | -------------- | ---------------------- |
| 1    |          | 2017年7月25日  | ISBN 978-4-04-069351-4 | 命運之劍   | 2019年5月22日  | ISBN 978-957-564-929-6 |
| 2    |          | 2017年10月25日 | ISBN 978-4-04-069509-9 | 墮天之翼   | 2019年12月23日 | ISBN 978-957-743-443-2 |
| 3    |          | 2018年2月24日  | ISBN 978-4-04-069739-0 | 眾神之道   | 2020年8月13日  | ISBN 978-957-743-930-7 |
| 4    |          | 2018年6月25日  | ISBN 978-4-04-069955-4 | 神罰之獸   | 2021年1月7日   | ISBN 978-986-524-193-3 |
| 5    |          | 2018年10月25日 | ISBN 978-4-04-065239-9 | 鋼之墳墓   | 2021年9月16日  | ISBN 978-986-524-772-0 |
| 6    |          | 2019年2月25日  | ISBN 978-4-04-065530-7 | 天魔之夢   | 2022年7月13日  | ISBN 978-626-321-593-1 |
| 7    |          | 2019年8月24日  | ISBN 978-4-04-065799-8 |            |                |                        |
| 8    |          | 2020年2月25日  | ISBN 978-4-04-064446-2 |            |                |                        |
| 9    |          | 2020年8月25日  | ISBN 978-4-04-064876-7 |            |                |                        |

### 漫畫
| 集數 | KADOKAWA       | KADOKAWA               |
| 集數 | 發售日期       | ISBN                   |
| ---- | -------------- | ---------------------- |
| 1    | 2018年6月23日  | ISBN 978-4-04-069991-2 |
| 2    | 2018年11月21日 | ISBN 978-4-04-065324-2 |
| 3    | 2019年5月23日  | ISBN 978-4-04-065657-1 |
| 4    | 2019年11月22日 | ISBN 978-4-04-064090-7 |
| 5    | 2020年3月23日  | ISBN 978-4-04-064527-8 |
| 6    | 2020年10月23日 | ISBN 978-4-04-064889-7 |
| 7    | 2021年4月23日  | ISBN 978-4-04-680406-8 |
| 8    | 2021年10月21日 | ISBN 978-4-04-680797-7 |
| 9    | 2023年2月21日  | ISBN 978-4-04-681314-5 |
| 10   | 2023年9月22日  | ISBN 978-4-04-682746-3 |
| 11   | 2024年4月23日  | ISBN 978-4-04-683457-7 |
| 12   | 2024年9月21日  | ISBN 978-4-04-684101-8 |
| 13   | 2025年4月23日  | ISBN 978-4-04-684688-4 |

## 電視動畫
2023年7月宣布本作將改編為電視動畫，於2024年7月至9月播放。

### 製作人員
- 原作：細音啟
- 人物原案：neco
- 導演：南川達馬
- 劇本統籌、劇本：杉澤悟
- 人物設定：加藤裕美
- 音樂：Akiyoshi Yasuda（日语：SiZK）[8]
- 動畫製作：project No.9[3]
- 製作：為何我製作委員會

### 主題曲
片頭曲
世界輪迴
演唱：Unlucky Morpheus，作词：Fuki，作曲、编曲：紫炼
片尾曲
（第3话）
演唱：，作词、作曲：、山本干宗，编曲：山本干宗
（第6～7话）
演唱：アーバンギャルド，作词：松永天马，作曲：滨崎容子，编曲：
UMBRA（第9话）
演唱：ELFENSJóN，作詞：，作曲、編曲：黑瀨圭亮

### 各話列表
| 話數       | 標題                         | 分鏡     | 演出                    | 作畫監督 | 總作畫監督                   | 首播日期       |
| ---------- | ---------------------------- | -------- | ----------------------- | --- | ---------------------------- | -------------- |
| Episode.1  | 被世界遺忘的少年             | 南川達馬 | project No.9            | 宮崎努、都竹隆治、拾月動畫 | 加藤裕美                     | 2024年 7月13日 |
| Episode.2  | 铃娜                         | 宫泽努   | 吉村朝阳                | 拾月动画、晓·火鸟动画制作集团、 one ghost studio、Studio Gram、 Studio EverGreen、24FPS Pictures ZhengZhou                          | 不適用                       | 7月20日        |
| Episode.3  | 惡魔的英雄                   | 宫泽努   | 霜鳥孝介                | 宮崎努、都竹隆治、秦詩雨、孫恆睿、韓卉、彭麗穎、 one ghost studio、拾月動画                                                         | 不適用                       | 7月27日        |
| Episode.4  | 於是她想起了那個世界         | 頂真司   | project No.9            | One Order、Green、Studio Gram、 Studio EverGreen、Seven Seas、 拉普拉斯動畫、周、魏麗娟、左東秀                                     | 宮崎努、 藤澤俊幸            | 8月3日         |
| Episode.5  | 前往世界之東                 | 藤澤俊幸 | project No.9            | One Order、Triple A、拾月動畫、 育松動畫製作會社、Studio Gram、 Studio EverGreen、徐晨寅、梁家園、范冬冬、王曉明                    | 不適用                       | 8月10日        |
| Episode.6  | 精靈之森                     | 齋藤德明 | 清水翔吾、 project No.9 | 時雨、星山企劃、、內堀雅人 | 宮澤努、 松本謙一            | 8月17日        |
| Episode.7  | 无心的天使                   | 齋藤德明 | project No.9            | 李世种、所泽映画、知萌Media、拾月动画、 拉普拉斯动画、育松动画制作会社、合肥版绘动画                                                | 藤澤俊幸、 宮崎努            | 8月24日        |
| Episode.8  | 天界煉獄                     | 齋藤德明 | project No.9            | 拾月動画、one ghost studio、、 葉子林、廖菲、胡雲涛、赵煜惠、楊振宇、安孝貞                                                         | 宮崎努                       | 8月31日        |
| Episode.9  | 世界的中心                   | 藤澤俊幸 | project No.9            | 無錫極速蝸牛動畫、、板繪動画、神龍                                                                                                  | 藤澤俊幸                     | 9月7日         |
| Episode.10 | 這個世界的先知               | 齋藤德明 | project No.9            | 日影工房、one ghost studio | 宮澤努                       | 9月14日        |
| Episode.11 | 命運沉睡之處                 | 藤澤俊幸 | project No.9            | 拾月動畫、one ghost studio、Revival、王冬燁、 任旭昇、賀蘭天、Studio EverGreen、葉雲、周敦桃、 葉子林、廖菲、胡雲濤、趙煜惠、楊振宇 | 宮澤努                       | 9月21日        |
| Episode.12 | 打破無限循環的世界輪迴的事物 | 宮澤努   | project No.9            | 楊鎮宇、呂振操、趙星宇、賀娜、葉昌、蔣杭岑、 黯編先、謝小龍、周玄                                                                   | 加藤裕美、 宮澤努、 藤澤俊幸 | 9月28日        |

### BD
| 卷數 | 發售日期      | 收錄話數     | 規格編號  |
| ---- | ------------- | ------------ | --------- |
| BOX  | 2024年12月4日 | 第1話—第12話 | BSZD-8297 |

## 外部連結
- 本作於MF文庫J的介紹頁 （页面存档备份，存于）（日語）
- 動畫版官網 （页面存档备份，存于）（日語）